# غاريك مورغان
غاريك مورغان (بالإنجليزية: Garrick Morgan)‏ هو لاعب دوري الرغبي أسترالي، ولد في 25 يناير 1970 في سيدني في أستراليا.